# 1985 dans les chemins de fer
Chronologie des chemins de fer
1984 dans les chemins de fer - 1985 - 1986 dans les chemins de fer

## Évènements
- 15 février, France : les travaux de la LGV Atlantique sont officiellement lancés.
- Mars, Japon : le Tohuhu Shinkansen est prolongé de la gare d'Omiya à celle de Ueno, près de Tokyo.
- 1er mai : entrée en vigueur de la Convention relative aux transports internationaux ferroviaires (COTIF), signée le 9 mai 1980 à Berne.

## Catastrophes ferroviaires
L'été 1985 sera marqué par une série de 3 accidents mortels en France : 
- 8 juillet : collision entre un  Corail Le Havre-Paris et un camion sur un passage à niveau à Saint-Pierre-du-Vauvray dans l'Eure, 10 morts et 60 blessés.
- 3 août : collision frontale sur la commune de Flaujac dans le  Lot, entre un autorail effectuant un trajet Rodez-Brive venant de la gare d'Assier et un Corail effectuant un trajet Paris-Capdenac venant de la gare de Gramat. Le bilan humain s'élève à 35 morts et 120 blessés.
- 31 août : en gare d'Argenton-sur-Creuse dans l'Indre, deux voitures d'un train Corail effectuant un trajet de Paris à Port-Bou déraillent au moment où passe un train postal effectuant une liaison entre Brive et Paris. Ces deux voitures s'encastrent dans la locomotive du train postal. Le bilan est de 43 morts et 37 blessés. Cet accident est dû à une vitesse excessive du train Corail qui roulait à 100 km/h dans une zone limitée à 30 ce qui conduisit le chauffeur à freiner brusquement entraînant donc le déraillement.

Cette dramatique série engendra une crise grave à la  SNCF et amènera à la démission de son PDG : André Chadeau. Ce dernier sera par la suite remplacé par Philippe Essig.

## Marquages et livrées
- SNCF : Adoption du sigle « nouille » SNCF (lettres majuscules inclinées écrites en double trait). Il succède au sigle encadré de 1972 et sera remplacé en 1992 par le sigle « casquette ».
- SNCF : Généralisation de la livrée gris béton aux BB électriques.